# Campeonato Brasileiro de Futebol Feminino Sub-20 de 2024
O Campeonato Brasileiro Feminino Sub-20 de 2024 é a sexta edição desta competição futebolística de categoria de base da modalidade feminina organizada pela Confederação Brasileira de Futebol (CBF).

## Antecedentes
Em julho de 2019, a CBF anunciou a criação da primeira competição nacional de base feminina com o intuito de suprir uma lacuna da modalidade e atender as necessidades dos clubes brasileiros. Em 2021, a entidade anunciou uma reformulação nas faixas etárias das competições de base feminina para o ano seguinte, com o intuito de possibilitar a continuidade do processo de formação e desenvolvimento das jogadoras.

## Formato e participantes
Em 22 de janeiro de 2024, a CBF divulgou o regulamento e a tabela detalhada do Brasileiro Sub-20. O torneio é disputado em quatro fases: na primeira, os participantes são divididos em quatro grupos, pelos quais disputaram confrontos de turno e returno contra os adversários do grupo oposto. Após dez rodadas, os dois melhores colocados de cada grupo se classificam para as quartas de final. A partir desta fase, o torneio passa a ser disputado em jogos eliminatórios até a decisão. Os 20 participantes são:
| Federação                                            | Participantes       | Participações | Títulos               |
| ---------------------------------------------------- | ------------------- | ------------- | --------------------- |
| Alagoas                                              | UDA                 | 1             | —                     |
| Amazonas                                             | JC                  | —             | —                     |
| Ceará                                                | Fortaleza           | 4             | —                     |
| Distrito Federal                                     | Minas Brasília      | 5             | —                     |
| Maranhão                                             | CEFAMA              | 1             | —                     |
| Mato Grosso                                          | Cuiabá              | 2             | —                     |
| Minas Gerais                                         | América Mineiro     | 3             | —                     |
| Minas Gerais                                         | Atlético Mineiro    | 5             | —                     |
| Pernambuco                                           | Sport               | 2             | —                     |
| Rio de Janeiro \|style="text-align: left;"\|Botafogo | 4                   | —             |                       |
| Rio de Janeiro \|style="text-align: left;"\|Botafogo | Flamengo            | 5             | —                     |
| Rio de Janeiro \|style="text-align: left;"\|Botafogo | Fluminense          | 5             | 1 (2020)              |
| Rio Grande do Sul                                    | Grêmio              | 4             | —                     |
| Rio Grande do Sul                                    | Internacional       | 5             | 3 (2019, 2022 e 2023) |
| Santa Catarina                                       | Kindermann          | 4             | —                     |
| São Paulo                                            | Corinthians         | 5             | —                     |
| São Paulo                                            | Ferroviária         | 5             | —                     |
| São Paulo                                            | Red Bull Bragantino | —             | —                     |
| São Paulo                                            | Santos              | 5             | —                     |
| São Paulo                                            | São Paulo           | 5             | 1 (2021)              |

## Primeira fase

### Grupo A
| Pos | Equipe          | Pts | J  | V | E | D | GP | GC | SG  | Classificação |
| --- | --------------- | --- | -- | - | - | - | -- | -- | --- | ------------- |
| 1   | Grêmio          | 16  | 10 | 5 | 1 | 4 | 21 | 1  | +20 | Semifinal     |
| 2   | Corinthians     | 16  | 10 | 5 | 1 | 4 | 11 | 16 | −5  | Semifinal     |
| 3   | Santos          | 12  | 10 | 3 | 3 | 4 | 25 | 22 | +3  |               |
| 4   | América Mineiro | 12  | 10 | 3 | 3 | 4 | 10 | 14 | −4  |               |
| 5   | Kindermann      | 3   | 10 | 1 | 0 | 9 | 5  | 67 | −62 |               |

### Grupo B
| Pos | Equipe              | Pts | J  | V | E | D | GP | GC | SG  | Classificação |
| --- | ------------------- | --- | -- | - | - | - | -- | -- | --- | ------------- |
| 1   | Internacional       | 27  | 10 | 9 | 0 | 1 | 42 | 7  | +35 | Semifinal     |
| 2   | São Paulo           | 22  | 10 | 6 | 4 | 0 | 40 | 10 | +30 | Semifinal     |
| 3   | Ferroviária         | 21  | 10 | 6 | 3 | 1 | 30 | 8  | +22 |               |
| 4   | Atlético Mineiro    | 10  | 10 | 3 | 1 | 6 | 0  | 21 | −21 |               |
| 5   | Red Bull Bragantino | 3   | 10 | 1 | 0 | 9 | 9  | 26 | −17 |               |

### Grupo C
| Pos | Equipe     | Pts | J  | V | E | D | GP | GC | SG  | Classificação |
| --- | ---------- | --- | -- | - | - | - | -- | -- | --- | ------------- |
| 1   | Fortaleza  | 27  | 10 | 9 | 0 | 1 | 20 | 7  | +13 | Semifinal     |
| 2   | Flamengo   | 24  | 10 | 8 | 0 | 2 | 38 | 8  | +30 | Semifinal     |
| 3   | Fluminense | 22  | 10 | 7 | 1 | 2 | 25 | 10 | +15 |               |
| 4   | JC         | 7   | 10 | 2 | 1 | 7 | 7  | 40 | −33 |               |
| 5   | Cuiabá     | 4   | 10 | 1 | 1 | 8 | 9  | 37 | −28 |               |

### Grupo D
| Pos | Equipe         | Pts | J  | V | E | D | GP | GC | SG  | Classificação |
| --- | -------------- | --- | -- | - | - | - | -- | -- | --- | ------------- |
| 1   | Botafogo       | 25  | 10 | 8 | 1 | 1 | 33 | 8  | +25 | Semifinal     |
| 2   | Minas Brasília | 15  | 10 | 5 | 0 | 5 | 28 | 15 | +13 | Semifinal     |
| 3   | Sport          | 12  | 11 | 4 | 0 | 7 | 21 | 18 | +3  |               |
| 4   | CEFAMA         | 7   | 10 | 2 | 1 | 7 | 8  | 32 | −24 |               |
| 5   | UDA            | 4   | 10 | 1 | 1 | 8 | 12 | 26 | −14 |               |

## Fases finais
|  | Quartas-de-final | Quartas-de-final | Quartas-de-final | Quartas-de-final |   |             | Semifinais                    | Semifinais                    | Semifinais                    | Semifinais                    |  |  | Final    | Final | Final | Final |
|  | 3 a 19 de julho  | 3 a 19 de julho  | 3 a 19 de julho  | 3 a 19 de julho  |   |             | 25 de setembro e 2 de outubro | 25 de setembro e 2 de outubro | 25 de setembro e 2 de outubro | 25 de setembro e 2 de outubro |  |  |          |       |       |       |
|  |                  |                  |                  |                  |   |             |                               |                               |                               |                               |  |  |          |       |       |       |
|  | São Paulo        | 1                | 0                | 1                |   |             |                               |                               |                               |                               |  |  |          |       |       |       |
|  | Flamengo         | 0                | 2                | 2                |   |             |                               |                               |                               |                               |  |  |          |       |       |       |
|  | Flamengo         | 0                | 2                | 2                |   | Flamengo    | 1                             | 2                             | 3                             |                               |  |  |          |       |       |       |
|  |                  |                  |                  |                  |   | Flamengo    | 1                             | 2                             | 3                             |                               |  |  |          |       |       |       |
|  |                  | Internacional    | 1                | 0                | 1 |             |                               |                               |                               |                               |  |  |          |       |       |       |
|  | Minas Brasília   | Internacional    | 1                | 0                | 1 | 0           | 0                             | 0                             |                               |                               |  |  |          |       |       |       |
|  | Minas Brasília   |                  |                  |                  |   | 0           | 0                             | 0                             |                               |                               |  |  |          |       |       |       |
|  | Internacional    | 4                | 1                | 5                |   |             |                               |                               |                               |                               |  |  |          |       |       |       |
|  |                  |                  |                  |                  |   |             |                               |                               |                               |                               |  |  | Flamengo | 7     |       |       |
|  |                  |                  | Botafogo         | 0                |   |             |                               |                               |                               |                               |  |  |          |       |       |       |
|  | Corinthians      | 2                | 0                | 2                |   |             |                               |                               |                               |                               |  |  |          |       |       |       |
|  | Fortaleza        | 0                | 0                | 0                |   |             |                               |                               |                               |                               |  |  |          |       |       |       |
|  | Fortaleza        | 0                | 0                | 0                |   | Corinthians | 1                             | 0                             | 1                             |                               |  |  |          |       |       |       |
|  |                  |                  |                  |                  |   | Corinthians | 1                             | 0                             | 1                             |                               |  |  |          |       |       |       |
|  |                  | Botafogo         | 0                | 3                | 3 |             |                               |                               |                               |                               |  |  |          |       |       |       |
|  | Grêmio           | Botafogo         | 0                | 3                | 3 | 2           | 0                             | 2 (4)                         |                               |                               |  |  |          |       |       |       |
|  | Grêmio           |                  |                  |                  |   | 2           | 0                             | 2 (4)                         |                               |                               |  |  |          |       |       |       |
|  | Botafogo (p.)    | 2                | 0                | 2 (5)            |   |             |                               |                               |                               |                               |  |  |          |       |       |       |

- Em itálico, os clubes que possuem o mando de jogo na partida de ida. Em negrito, os vencedores do confronto.
- Este chaveamento foi adaptado para uma melhor visualização.